# Craig Morey
Craig Morey (* 1952 in Fort Wayne, Indiana, USA) ist ein US-amerikanischer Erotik-Fotograf.

## Leben
Craig Morey, 1952 in Fort Wayne geboren, studierte an der Indiana University. Zu seinen Dozenten zählte Henry Holmes Smith, der noch stark von Bauhaus geprägt war. 1974 ging Morey nach Kalifornien. Dort gründete er zusammen mit anderen Fotografen das Projekt San Francisco Camerawork. Bis 1981 blieb er Vorsitzender des Projekts.

## Werk
Seit 1988 entwickelte Craig Morey seine Schwarz-Weiss-Serien im Bereich der erotischen Fotografie. Er ist stets ein Studiofotograf geblieben und lebt und arbeitet noch heute in Kalifornien.

## Werke
- Studio Nudes, Penthouse Book Society, 1992
- Body Expression Silence, Le Merche, Tokio und Masao Yoshida, 1994, Privatdruck in Asien
- Linea, Korinsha Press, Kyoto, 1996, ISBN 4-7713-0227-8
- 20th Century Studio Nudes, Glaspalast Edition, 2001, ISBN 3-935015-18-6
- The Seductive Art of Japanese Bondage, Greenery Press, 2001, ISBN 1-890159-38-7